# خانواده سسنا سایتیشن
خانواده سسنا سایتیشن (به انگلیسی: Cessna Citation family) خانواده هواپیما جت تجاری شخصی ساختِ کارخانهٔ سسنا در کشور ایالات متحده آمریکا است . این مجموعه هواپیما ها برای نخستین بار در ۱۵ سپتامبر ۱۹۶۹ میلادی مورد استفاده قرار گرفتند.